# Malthodes canariensis
Malthodes canariensis es una especie de coleóptero de la familia Cantharidae.

## Distribución geográfica
Es endémica de Tenerife, en las islas Canarias (España).